# Coupe féminine de l'UEFA 2003-2004
Navigation
Édition précédente Édition suivante
La Coupe féminine de l'UEFA 2003-2004 est la troisième édition de la plus importante compétition inter-clubs européenne de football féminin.
Elle se déroule lors de la saison 2003-2004 et oppose les vainqueurs des différents championnats européens au cours de la saison précédente.
La finale se déroule en une rencontre aller-retour et voit la victoire de l'Umeå IK, tenant du titre, face au FFC Francfort sur le score cumulé de huit buts à zéro.

## Participants
Le schéma de qualification pour la Coupe féminine de l'UEFA 2003-2004 est identique à celui de la saison précédente :
- le tenant du titre est directement qualifié pour la phase de groupes,
- les 28 meilleures associations selon l'UEFA ont leurs clubs champion qualifié directement pour la phase de groupes,
- les douze autres associations présentant un club pour cette compétition passe par un tour de qualification pour rejoindre les 29 autres équipes.

Contrairement à la Ligue des champions masculine, les fédérations européennes ne présentent pas toutes une équipe, donc le nombre exact d'équipes n'est pas fixé jusqu'à ce que la liste d'accès soit complètement connue.
| Phase de groupes | Phase de groupes | Phase de groupes | Phase de groupes | Phase de groupes | Phase de groupes | Phase de groupes | Phase de groupes | Phase de groupes | Phase de groupes | Phase de groupes | Phase de groupes | Phase de groupes | Phase de groupes | Phase de groupes | Phase de groupes |
| --- | --- | --- | --- | --- | --- | --- | --- | --- | --- | --- | --- | --- | --- | --- | --- |
| - Umeå IK Champion d'Europe 2002-2003 - Malmö FF Vice-champion de Suède 2002 - FFC Francfort Champion d'Allemagne 2002-2003 - Brøndby IF Champion du Danemark 2002-2003 - Fulham WFC Champion d'Angleterre 2002-2003 - FCF Juvisy Champion de France 2002-2003 - Kolbotn Fotball Champion de Norvège 2002 - FC United Champion de Finlande 2002 - FC Energiya Voronej Champion de Russie 2002 - Foroni Verona FC Champion d'Italie 2002-2003 - FFC Schwerzenbach Vainqueur de la coupe de Suisse 2002-2003 - Gömrükçü Bakou Champion d'Azerbaïdjan 2002-2003 - FC Bobruitchanka Champion de Biélorussie 2002 - Athletic Club Champion d'Espagne 2002-2003 - Ter Leede Champion des Pays-Bas 2002-2003 | - Umeå IK Champion d'Europe 2002-2003 - Malmö FF Vice-champion de Suède 2002 - FFC Francfort Champion d'Allemagne 2002-2003 - Brøndby IF Champion du Danemark 2002-2003 - Fulham WFC Champion d'Angleterre 2002-2003 - FCF Juvisy Champion de France 2002-2003 - Kolbotn Fotball Champion de Norvège 2002 - FC United Champion de Finlande 2002 - FC Energiya Voronej Champion de Russie 2002 - Foroni Verona FC Champion d'Italie 2002-2003 - FFC Schwerzenbach Vainqueur de la coupe de Suisse 2002-2003 - Gömrükçü Bakou Champion d'Azerbaïdjan 2002-2003 - FC Bobruitchanka Champion de Biélorussie 2002 - Athletic Club Champion d'Espagne 2002-2003 - Ter Leede Champion des Pays-Bas 2002-2003 | - Umeå IK Champion d'Europe 2002-2003 - Malmö FF Vice-champion de Suède 2002 - FFC Francfort Champion d'Allemagne 2002-2003 - Brøndby IF Champion du Danemark 2002-2003 - Fulham WFC Champion d'Angleterre 2002-2003 - FCF Juvisy Champion de France 2002-2003 - Kolbotn Fotball Champion de Norvège 2002 - FC United Champion de Finlande 2002 - FC Energiya Voronej Champion de Russie 2002 - Foroni Verona FC Champion d'Italie 2002-2003 - FFC Schwerzenbach Vainqueur de la coupe de Suisse 2002-2003 - Gömrükçü Bakou Champion d'Azerbaïdjan 2002-2003 - FC Bobruitchanka Champion de Biélorussie 2002 - Athletic Club Champion d'Espagne 2002-2003 - Ter Leede Champion des Pays-Bas 2002-2003 | - Umeå IK Champion d'Europe 2002-2003 - Malmö FF Vice-champion de Suède 2002 - FFC Francfort Champion d'Allemagne 2002-2003 - Brøndby IF Champion du Danemark 2002-2003 - Fulham WFC Champion d'Angleterre 2002-2003 - FCF Juvisy Champion de France 2002-2003 - Kolbotn Fotball Champion de Norvège 2002 - FC United Champion de Finlande 2002 - FC Energiya Voronej Champion de Russie 2002 - Foroni Verona FC Champion d'Italie 2002-2003 - FFC Schwerzenbach Vainqueur de la coupe de Suisse 2002-2003 - Gömrükçü Bakou Champion d'Azerbaïdjan 2002-2003 - FC Bobruitchanka Champion de Biélorussie 2002 - Athletic Club Champion d'Espagne 2002-2003 - Ter Leede Champion des Pays-Bas 2002-2003 | - Umeå IK Champion d'Europe 2002-2003 - Malmö FF Vice-champion de Suède 2002 - FFC Francfort Champion d'Allemagne 2002-2003 - Brøndby IF Champion du Danemark 2002-2003 - Fulham WFC Champion d'Angleterre 2002-2003 - FCF Juvisy Champion de France 2002-2003 - Kolbotn Fotball Champion de Norvège 2002 - FC United Champion de Finlande 2002 - FC Energiya Voronej Champion de Russie 2002 - Foroni Verona FC Champion d'Italie 2002-2003 - FFC Schwerzenbach Vainqueur de la coupe de Suisse 2002-2003 - Gömrükçü Bakou Champion d'Azerbaïdjan 2002-2003 - FC Bobruitchanka Champion de Biélorussie 2002 - Athletic Club Champion d'Espagne 2002-2003 - Ter Leede Champion des Pays-Bas 2002-2003 | - Umeå IK Champion d'Europe 2002-2003 - Malmö FF Vice-champion de Suède 2002 - FFC Francfort Champion d'Allemagne 2002-2003 - Brøndby IF Champion du Danemark 2002-2003 - Fulham WFC Champion d'Angleterre 2002-2003 - FCF Juvisy Champion de France 2002-2003 - Kolbotn Fotball Champion de Norvège 2002 - FC United Champion de Finlande 2002 - FC Energiya Voronej Champion de Russie 2002 - Foroni Verona FC Champion d'Italie 2002-2003 - FFC Schwerzenbach Vainqueur de la coupe de Suisse 2002-2003 - Gömrükçü Bakou Champion d'Azerbaïdjan 2002-2003 - FC Bobruitchanka Champion de Biélorussie 2002 - Athletic Club Champion d'Espagne 2002-2003 - Ter Leede Champion des Pays-Bas 2002-2003 | - Umeå IK Champion d'Europe 2002-2003 - Malmö FF Vice-champion de Suède 2002 - FFC Francfort Champion d'Allemagne 2002-2003 - Brøndby IF Champion du Danemark 2002-2003 - Fulham WFC Champion d'Angleterre 2002-2003 - FCF Juvisy Champion de France 2002-2003 - Kolbotn Fotball Champion de Norvège 2002 - FC United Champion de Finlande 2002 - FC Energiya Voronej Champion de Russie 2002 - Foroni Verona FC Champion d'Italie 2002-2003 - FFC Schwerzenbach Vainqueur de la coupe de Suisse 2002-2003 - Gömrükçü Bakou Champion d'Azerbaïdjan 2002-2003 - FC Bobruitchanka Champion de Biélorussie 2002 - Athletic Club Champion d'Espagne 2002-2003 - Ter Leede Champion des Pays-Bas 2002-2003 | - Umeå IK Champion d'Europe 2002-2003 - Malmö FF Vice-champion de Suède 2002 - FFC Francfort Champion d'Allemagne 2002-2003 - Brøndby IF Champion du Danemark 2002-2003 - Fulham WFC Champion d'Angleterre 2002-2003 - FCF Juvisy Champion de France 2002-2003 - Kolbotn Fotball Champion de Norvège 2002 - FC United Champion de Finlande 2002 - FC Energiya Voronej Champion de Russie 2002 - Foroni Verona FC Champion d'Italie 2002-2003 - FFC Schwerzenbach Vainqueur de la coupe de Suisse 2002-2003 - Gömrükçü Bakou Champion d'Azerbaïdjan 2002-2003 - FC Bobruitchanka Champion de Biélorussie 2002 - Athletic Club Champion d'Espagne 2002-2003 - Ter Leede Champion des Pays-Bas 2002-2003 | - SK Slavia Prague Champion de République tchèque 2002-2003 - ŽFK Mašinac PZP Niš Champion de Serbie-et-Monténégro 2002-2003 - Kilmarnock FC Champion d'Écosse 2002 - SU 1er Décembre Champion du Portugal 2002-2003 - FC Femina Champion de Hongrie 2002-2003 - KÍ Klaksvík Champion des Îles Féroé 2002 - Crusaders Newtownabbey Strikers Champion d'Irlande du Nord 2002 - AZS Wrocław Champion de Pologne 2002-2003 - FC Legenda Tchernihiv Champion d'Ukraine 2002-2003 - SK Lebeke-Aalst Champion de Belgique 2002-2003 - AE Egina Champion de Grèce 2002-2003 - UC Dublin AFC Champion d'Irlande 2002-2003 - KR Reykjavik Champion d'Islande 2002 - FC Codru Anenii Noi Champion de Moldavie 2002-2003 - CFF Clujana Champion de Roumanie 2002-2003 | - SK Slavia Prague Champion de République tchèque 2002-2003 - ŽFK Mašinac PZP Niš Champion de Serbie-et-Monténégro 2002-2003 - Kilmarnock FC Champion d'Écosse 2002 - SU 1er Décembre Champion du Portugal 2002-2003 - FC Femina Champion de Hongrie 2002-2003 - KÍ Klaksvík Champion des Îles Féroé 2002 - Crusaders Newtownabbey Strikers Champion d'Irlande du Nord 2002 - AZS Wrocław Champion de Pologne 2002-2003 - FC Legenda Tchernihiv Champion d'Ukraine 2002-2003 - SK Lebeke-Aalst Champion de Belgique 2002-2003 - AE Egina Champion de Grèce 2002-2003 - UC Dublin AFC Champion d'Irlande 2002-2003 - KR Reykjavik Champion d'Islande 2002 - FC Codru Anenii Noi Champion de Moldavie 2002-2003 - CFF Clujana Champion de Roumanie 2002-2003 | - SK Slavia Prague Champion de République tchèque 2002-2003 - ŽFK Mašinac PZP Niš Champion de Serbie-et-Monténégro 2002-2003 - Kilmarnock FC Champion d'Écosse 2002 - SU 1er Décembre Champion du Portugal 2002-2003 - FC Femina Champion de Hongrie 2002-2003 - KÍ Klaksvík Champion des Îles Féroé 2002 - Crusaders Newtownabbey Strikers Champion d'Irlande du Nord 2002 - AZS Wrocław Champion de Pologne 2002-2003 - FC Legenda Tchernihiv Champion d'Ukraine 2002-2003 - SK Lebeke-Aalst Champion de Belgique 2002-2003 - AE Egina Champion de Grèce 2002-2003 - UC Dublin AFC Champion d'Irlande 2002-2003 - KR Reykjavik Champion d'Islande 2002 - FC Codru Anenii Noi Champion de Moldavie 2002-2003 - CFF Clujana Champion de Roumanie 2002-2003 | - SK Slavia Prague Champion de République tchèque 2002-2003 - ŽFK Mašinac PZP Niš Champion de Serbie-et-Monténégro 2002-2003 - Kilmarnock FC Champion d'Écosse 2002 - SU 1er Décembre Champion du Portugal 2002-2003 - FC Femina Champion de Hongrie 2002-2003 - KÍ Klaksvík Champion des Îles Féroé 2002 - Crusaders Newtownabbey Strikers Champion d'Irlande du Nord 2002 - AZS Wrocław Champion de Pologne 2002-2003 - FC Legenda Tchernihiv Champion d'Ukraine 2002-2003 - SK Lebeke-Aalst Champion de Belgique 2002-2003 - AE Egina Champion de Grèce 2002-2003 - UC Dublin AFC Champion d'Irlande 2002-2003 - KR Reykjavik Champion d'Islande 2002 - FC Codru Anenii Noi Champion de Moldavie 2002-2003 - CFF Clujana Champion de Roumanie 2002-2003 | - SK Slavia Prague Champion de République tchèque 2002-2003 - ŽFK Mašinac PZP Niš Champion de Serbie-et-Monténégro 2002-2003 - Kilmarnock FC Champion d'Écosse 2002 - SU 1er Décembre Champion du Portugal 2002-2003 - FC Femina Champion de Hongrie 2002-2003 - KÍ Klaksvík Champion des Îles Féroé 2002 - Crusaders Newtownabbey Strikers Champion d'Irlande du Nord 2002 - AZS Wrocław Champion de Pologne 2002-2003 - FC Legenda Tchernihiv Champion d'Ukraine 2002-2003 - SK Lebeke-Aalst Champion de Belgique 2002-2003 - AE Egina Champion de Grèce 2002-2003 - UC Dublin AFC Champion d'Irlande 2002-2003 - KR Reykjavik Champion d'Islande 2002 - FC Codru Anenii Noi Champion de Moldavie 2002-2003 - CFF Clujana Champion de Roumanie 2002-2003 | - SK Slavia Prague Champion de République tchèque 2002-2003 - ŽFK Mašinac PZP Niš Champion de Serbie-et-Monténégro 2002-2003 - Kilmarnock FC Champion d'Écosse 2002 - SU 1er Décembre Champion du Portugal 2002-2003 - FC Femina Champion de Hongrie 2002-2003 - KÍ Klaksvík Champion des Îles Féroé 2002 - Crusaders Newtownabbey Strikers Champion d'Irlande du Nord 2002 - AZS Wrocław Champion de Pologne 2002-2003 - FC Legenda Tchernihiv Champion d'Ukraine 2002-2003 - SK Lebeke-Aalst Champion de Belgique 2002-2003 - AE Egina Champion de Grèce 2002-2003 - UC Dublin AFC Champion d'Irlande 2002-2003 - KR Reykjavik Champion d'Islande 2002 - FC Codru Anenii Noi Champion de Moldavie 2002-2003 - CFF Clujana Champion de Roumanie 2002-2003 | - SK Slavia Prague Champion de République tchèque 2002-2003 - ŽFK Mašinac PZP Niš Champion de Serbie-et-Monténégro 2002-2003 - Kilmarnock FC Champion d'Écosse 2002 - SU 1er Décembre Champion du Portugal 2002-2003 - FC Femina Champion de Hongrie 2002-2003 - KÍ Klaksvík Champion des Îles Féroé 2002 - Crusaders Newtownabbey Strikers Champion d'Irlande du Nord 2002 - AZS Wrocław Champion de Pologne 2002-2003 - FC Legenda Tchernihiv Champion d'Ukraine 2002-2003 - SK Lebeke-Aalst Champion de Belgique 2002-2003 - AE Egina Champion de Grèce 2002-2003 - UC Dublin AFC Champion d'Irlande 2002-2003 - KR Reykjavik Champion d'Islande 2002 - FC Codru Anenii Noi Champion de Moldavie 2002-2003 - CFF Clujana Champion de Roumanie 2002-2003 | - SK Slavia Prague Champion de République tchèque 2002-2003 - ŽFK Mašinac PZP Niš Champion de Serbie-et-Monténégro 2002-2003 - Kilmarnock FC Champion d'Écosse 2002 - SU 1er Décembre Champion du Portugal 2002-2003 - FC Femina Champion de Hongrie 2002-2003 - KÍ Klaksvík Champion des Îles Féroé 2002 - Crusaders Newtownabbey Strikers Champion d'Irlande du Nord 2002 - AZS Wrocław Champion de Pologne 2002-2003 - FC Legenda Tchernihiv Champion d'Ukraine 2002-2003 - SK Lebeke-Aalst Champion de Belgique 2002-2003 - AE Egina Champion de Grèce 2002-2003 - UC Dublin AFC Champion d'Irlande 2002-2003 - KR Reykjavik Champion d'Islande 2002 - FC Codru Anenii Noi Champion de Moldavie 2002-2003 - CFF Clujana Champion de Roumanie 2002-2003 |
| Tour de qualification | | | | | | | | | | | | | | | |
| - ŽNK Krka Champion de Slovénie 2002-2003 - ŽNK Osijek Champion de Croatie 2002-2003 - SV Neulengbach Champion d'Autriche 2002-2003 - ŽNK SFK 2000 Sarajevo Champion de Bosnie-Herzégovine 2002-2003 - PAOK Ledra Champion de Chypre 2002-2003 - TKSK Visa Tallinn Champion d'Estonie 2002 | - ŽNK Krka Champion de Slovénie 2002-2003 - ŽNK Osijek Champion de Croatie 2002-2003 - SV Neulengbach Champion d'Autriche 2002-2003 - ŽNK SFK 2000 Sarajevo Champion de Bosnie-Herzégovine 2002-2003 - PAOK Ledra Champion de Chypre 2002-2003 - TKSK Visa Tallinn Champion d'Estonie 2002 | - ŽNK Krka Champion de Slovénie 2002-2003 - ŽNK Osijek Champion de Croatie 2002-2003 - SV Neulengbach Champion d'Autriche 2002-2003 - ŽNK SFK 2000 Sarajevo Champion de Bosnie-Herzégovine 2002-2003 - PAOK Ledra Champion de Chypre 2002-2003 - TKSK Visa Tallinn Champion d'Estonie 2002 | - ŽNK Krka Champion de Slovénie 2002-2003 - ŽNK Osijek Champion de Croatie 2002-2003 - SV Neulengbach Champion d'Autriche 2002-2003 - ŽNK SFK 2000 Sarajevo Champion de Bosnie-Herzégovine 2002-2003 - PAOK Ledra Champion de Chypre 2002-2003 - TKSK Visa Tallinn Champion d'Estonie 2002 | - ŽNK Krka Champion de Slovénie 2002-2003 - ŽNK Osijek Champion de Croatie 2002-2003 - SV Neulengbach Champion d'Autriche 2002-2003 - ŽNK SFK 2000 Sarajevo Champion de Bosnie-Herzégovine 2002-2003 - PAOK Ledra Champion de Chypre 2002-2003 - TKSK Visa Tallinn Champion d'Estonie 2002 | - ŽNK Krka Champion de Slovénie 2002-2003 - ŽNK Osijek Champion de Croatie 2002-2003 - SV Neulengbach Champion d'Autriche 2002-2003 - ŽNK SFK 2000 Sarajevo Champion de Bosnie-Herzégovine 2002-2003 - PAOK Ledra Champion de Chypre 2002-2003 - TKSK Visa Tallinn Champion d'Estonie 2002 | - ŽNK Krka Champion de Slovénie 2002-2003 - ŽNK Osijek Champion de Croatie 2002-2003 - SV Neulengbach Champion d'Autriche 2002-2003 - ŽNK SFK 2000 Sarajevo Champion de Bosnie-Herzégovine 2002-2003 - PAOK Ledra Champion de Chypre 2002-2003 - TKSK Visa Tallinn Champion d'Estonie 2002 | - ŽNK Krka Champion de Slovénie 2002-2003 - ŽNK Osijek Champion de Croatie 2002-2003 - SV Neulengbach Champion d'Autriche 2002-2003 - ŽNK SFK 2000 Sarajevo Champion de Bosnie-Herzégovine 2002-2003 - PAOK Ledra Champion de Chypre 2002-2003 - TKSK Visa Tallinn Champion d'Estonie 2002 | - Maccabi Holon FC Champion d'Israël 2002-2003 - Alma KTZH Champion de Kazakhstan 2002 - ZFK Škiponjat Champion de Macédoine 2002-2003 - Cardiff City LFC Champion du pays de Galles 2002-2003 - ZsNP Žiar nad Hronom Champion de Slovaquie 2002-2003 | - Maccabi Holon FC Champion d'Israël 2002-2003 - Alma KTZH Champion de Kazakhstan 2002 - ZFK Škiponjat Champion de Macédoine 2002-2003 - Cardiff City LFC Champion du pays de Galles 2002-2003 - ZsNP Žiar nad Hronom Champion de Slovaquie 2002-2003 | - Maccabi Holon FC Champion d'Israël 2002-2003 - Alma KTZH Champion de Kazakhstan 2002 - ZFK Škiponjat Champion de Macédoine 2002-2003 - Cardiff City LFC Champion du pays de Galles 2002-2003 - ZsNP Žiar nad Hronom Champion de Slovaquie 2002-2003 | - Maccabi Holon FC Champion d'Israël 2002-2003 - Alma KTZH Champion de Kazakhstan 2002 - ZFK Škiponjat Champion de Macédoine 2002-2003 - Cardiff City LFC Champion du pays de Galles 2002-2003 - ZsNP Žiar nad Hronom Champion de Slovaquie 2002-2003 | - Maccabi Holon FC Champion d'Israël 2002-2003 - Alma KTZH Champion de Kazakhstan 2002 - ZFK Škiponjat Champion de Macédoine 2002-2003 - Cardiff City LFC Champion du pays de Galles 2002-2003 - ZsNP Žiar nad Hronom Champion de Slovaquie 2002-2003 | - Maccabi Holon FC Champion d'Israël 2002-2003 - Alma KTZH Champion de Kazakhstan 2002 - ZFK Škiponjat Champion de Macédoine 2002-2003 - Cardiff City LFC Champion du pays de Galles 2002-2003 - ZsNP Žiar nad Hronom Champion de Slovaquie 2002-2003 | - Maccabi Holon FC Champion d'Israël 2002-2003 - Alma KTZH Champion de Kazakhstan 2002 - ZFK Škiponjat Champion de Macédoine 2002-2003 - Cardiff City LFC Champion du pays de Galles 2002-2003 - ZsNP Žiar nad Hronom Champion de Slovaquie 2002-2003 | - Maccabi Holon FC Champion d'Israël 2002-2003 - Alma KTZH Champion de Kazakhstan 2002 - ZFK Škiponjat Champion de Macédoine 2002-2003 - Cardiff City LFC Champion du pays de Galles 2002-2003 - ZsNP Žiar nad Hronom Champion de Slovaquie 2002-2003 |

## Calendrier
| Nom                          | Date aller                   | Date retour                  | Équipes participantes        | Équipes restantes            |                              |
| Tour de qualification (2003) | Tour de qualification (2003) | Tour de qualification (2003) | Tour de qualification (2003) | Tour de qualification (2003) | Tour de qualification (2003) |
| ---------------------------- | ---------------------------- | ---------------------------- | ---------------------------- | ---------------------------- | ---------------------------- |
| Tour de qualification        | du 1er au 20 juillet         | du 1er au 20 juillet         | 12                           | 32                           |                              |
| Phase de groupes (2003)      |                              |                              |                              |                              |                              |
| Phase de groupes             | du 21 au 25 août             | du 21 au 25 août             | 32                           | 8                            |                              |
| Phase finale (2003-2004)     |                              |                              |                              |                              |                              |
| Quarts de finale             | 30 octobre-22 novembre       | 29-30 novembre               | 8                            | 4                            |                              |
| Demi-finale                  | 27-28 mars                   | 4-11 avril                   | 4                            | 2                            |                              |
| Finale                       | 8 mai                        | 5 juin                       | 2                            | 1                            |                              |

## Tour de qualification
Le tour de qualification est composé de deux groupes de quatre équipes et d'un groupe de trois équipes réparties selon les chapeaux suivants définis par l'UEFA sur la base du Coefficient UEFA :
| Chapeau 1      | Chapeau 2             | Chapeau 3        | Chapeau 4            |
| -------------- | --------------------- | ---------------- | -------------------- |
| ŽNK Osijek     | ŽNK SFK 2000 Sarajevo | Maccabi Holon FC | Cardiff City LFC     |
| ŽNK Krka       | PAOK Ledra            | Alma KTZH        | ZsNP Žiar nad Hronom |
| SV Neulengbach | TKSK Visa Tallinn     | ZFK Škiponjat    |                      |

### Groupe A
Les matchs se déroulent à Novo Mesto en Slovénie.
| Rang | Équipe            | Pts | J | G | N | P | Bp | Bc | Diff |
| ---- | ----------------- | --- | - | - | - | - | -- | -- | ---- |
| 1    | Maccabi Holon FC  | 6   | 2 | 2 | 0 | 0 | 7  | 3  | +4   |
| 2    | ŽNK Krka          | 3   | 2 | 1 | 0 | 1 | 3  | 4  | -1   |
| 3    | TKSK Visa Tallinn | 0   | 2 | 0 | 0 | 2 | 1  | 4  | -3   |

| Résultats (▼dom., ►ext.) |  |     |     |
| Maccabi Holon FC         |  | 4-2 | 3-1 |
| ŽNK Krka                 |  |     | 1-0 |
| TKSK Visa Tallinn        |  |     |     |

### Groupe B
Les matchs se déroulent à Skopje en Macédoine.
| Rang | Équipe               | Pts | J | G | N | P | Bp | Bc | Diff |
| ---- | -------------------- | --- | - | - | - | - | -- | -- | ---- |
| 1    | SV Neulengbach       | 9   | 3 | 3 | 0 | 0 | 27 | 3  | +24  |
| 2    | ZsNP Žiar nad Hronom | 6   | 3 | 2 | 0 | 1 | 30 | 7  | +23  |
| 3    | ZFK Škiponjat        | 3   | 3 | 1 | 0 | 2 | 6  | 19 | -13  |
| 4    | PAOK Ledra           | 0   | 3 | 0 | 0 | 3 | 0  | 34 | -34  |

| Résultats (▼dom., ►ext.) |  |      |     |      |
| SV Neulengbach           |  | 14-0 | 7-0 | 6-3  |
| PAOK Ledra               |  |      | 0-5 | 0-15 |
| ZFK Škiponjat            |  |      |     | 1-12 |
| ZsNP Žiar nad Hronom     |  |      |     |      |

### Groupe C
Les matchs se déroulent à Osijek en Croatie.
| Rang | Équipe                | Pts | J | G | N | P | Bp | Bc | Diff |
| ---- | --------------------- | --- | - | - | - | - | -- | -- | ---- |
| 1    | ŽNK Osijek            | 6   | 3 | 2 | 0 | 1 | 7  | 5  | +2   |
| 2    | Alma KTZH             | 6   | 3 | 2 | 0 | 1 | 5  | 4  | +1   |
| 3    | ŽNK SFK 2000 Sarajevo | 3   | 3 | 1 | 0 | 2 | 4  | 7  | -3   |
| 4    | Cardiff City LFC      | 3   | 3 | 1 | 0 | 2 | 5  | 5  | 0    |

| Résultats (▼dom., ►ext.) |  |     |     |     |
| Cardiff City LFC         |  | 4-2 | 1-2 | 0-1 |
| ŽNK Osijek               |  |     | 3-0 | 2-1 |
| ŽNK SFK 2000 Sarajevo    |  |     |     | 2-3 |
| Alma KTZH                |  |     |     |     |

## Phase de groupes
La phase de groupes est composée de huit groupes de quatre équipes réparties selon les chapeaux suivants définis par l'UEFA sur la base du Coefficient UEFA :
| Chapeau 1           | Chapeau 2           | Chapeau 3                       | Chapeau 4           |
| ------------------- | ------------------- | ------------------------------- | ------------------- |
| Umeå IK             | Malmö FF            | FC Bobruitchanka                | AE Egina            |
| FFC Francfort       | Kolbotn Fotball     | Kilmarnock FC                   | UC Dublin AFC       |
| Brøndby IF          | Foroni Verona FC    | SU 1er Décembre                 | KR Reykjavik        |
| Fulham WFC          | Gömrükçü Bakou      | FC Femina                       | FC Codru Anenii Noi |
| FCF Juvisy          | ŽFK Mašinac PZP Niš | KÍ Klaksvík                     | CFF Clujana         |
| FC United           | Athletic Club       | Crusaders Newtownabbey Strikers | ŽNK Osijek          |
| FC Energiya Voronej | Ter Leede           | AZS Wrocław                     | SV Neulengbach      |
| FFC Schwerzenbach   | SK Slavia Prague    | FC Legenda Tchernihiv           | Maccabi Holon FC    |

### Groupe A
Les matchs se déroulent à Copenhague au Danemark.
| Rang | Équipe              | Pts | J | G | N | P | Bp | Bc | Diff |
| ---- | ------------------- | --- | - | - | - | - | -- | -- | ---- |
| 1    | Brøndby IF          | 9   | 3 | 3 | 0 | 0 | 7  | 0  | +7   |
| 2    | ŽFK Mašinac PZP Niš | 4   | 3 | 1 | 1 | 1 | 4  | 6  | -2   |
| 3    | KR Reykjavik        | 3   | 3 | 1 | 0 | 2 | 6  | 5  | +1   |
| 4    | Kilmarnock FC       | 1   | 3 | 0 | 1 | 2 | 2  | 8  | -6   |

| Résultats (▼dom., ►ext.) |  |     |     |     |
| Brøndby IF               |  | 2-0 | 4-0 | 1-0 |
| Kilmarnock FC            |  |     | 1-1 | 1-5 |
| ŽFK Mašinac PZP Niš      |  |     |     | 3-1 |
| KR Reykjavik             |  |     |     |     |

### Groupe B
Les matchs se déroulent à Babrouïsk en Biélorussie.
| Rang | Équipe            | Pts | J | G | N | P | Bp | Bc | Diff |
| ---- | ----------------- | --- | - | - | - | - | -- | -- | ---- |
| 1    | Gömrükçü Bakou    | 6   | 3 | 2 | 0 | 1 | 8  | 2  | +6   |
| 2    | AE Egina          | 4   | 3 | 1 | 1 | 1 | 7  | 9  | -2   |
| 3    | FC Bobruitchanka  | 4   | 3 | 1 | 1 | 1 | 4  | 4  | 0    |
| 4    | FFC Schwerzenbach | 2   | 3 | 0 | 2 | 1 | 6  | 10 | -4   |

| Résultats (▼dom., ►ext.) |  |     |     |     |
| AE Egina                 |  | 0-3 | 3-2 | 4-4 |
| Gömrükçü Bakou           |  |     | 0-1 | 5-1 |
| FC Bobruitchanka         |  |     |     | 1-1 |
| FFC Schwerzenbach        |  |     |     |     |

### Groupe C
Les matchs se déroulent à Umeå en Suède.
| Rang | Équipe           | Pts | J | G | N | P | Bp | Bc | Diff |
| ---- | ---------------- | --- | - | - | - | - | -- | -- | ---- |
| 1    | Umeå IK          | 9   | 3 | 3 | 0 | 0 | 23 | 1  | +22  |
| 2    | SK Slavia Prague | 6   | 3 | 2 | 0 | 1 | 6  | 2  | +4   |
| 3    | CFF Clujana      | 1   | 3 | 0 | 1 | 2 | 1  | 9  | -8   |
| 4    | CS Newtownabbey  | 1   | 3 | 0 | 1 | 2 | 1  | 19 | -18  |

| Résultats (▼dom., ►ext.) |  |     |     |      |
| CFF Clujana              |  | 1-1 | 0-2 | 0-6  |
| CS Newtownabbey          |  |     | 0-3 | 0-15 |
| SK Slavia Prague         |  |     |     | 1-2  |
| Umeå IK                  |  |     |     |      |

### Groupe D
Les matchs se déroulent à Voronej en Russie.
| Rang | Équipe              | Pts | J | G | N | P | Bp | Bc | Diff |
| ---- | ------------------- | --- | - | - | - | - | -- | -- | ---- |
| 1    | FC Energiya Voronej | 7   | 3 | 2 | 1 | 0 | 24 | 0  | +24  |
| 2    | Foroni Verona FC    | 7   | 3 | 2 | 1 | 0 | 14 | 0  | +14  |
| 3    | FC Femina           | 1   | 3 | 0 | 1 | 2 | 3  | 18 | -15  |
| 4    | ŽNK Osijek          | 1   | 3 | 0 | 1 | 2 | 3  | 26 | -23  |

| Résultats (▼dom., ►ext.) |  |     |      |      |
| FC Femina                |  | 3-3 | 0-4  | 0-11 |
| ŽNK Osijek               |  |     | 0-10 | 0-13 |
| Foroni Verona FC         |  |     |      | 0-0  |
| FC Energiya Voronej      |  |     |      |      |

### Groupe E
Les matchs se déroulent en Ukraine.
| Rang | Équipe                | Pts | J | G | N | P | Bp | Bc | Diff |
| ---- | --------------------- | --- | - | - | - | - | -- | -- | ---- |
| 1    | Malmö FF              | 9   | 3 | 3 | 0 | 0 | 12 | 1  | +11  |
| 2    | FC Legenda Tchernihiv | 6   | 3 | 2 | 0 | 1 | 6  | 3  | +3   |
| 3    | FC United             | 3   | 3 | 1 | 0 | 2 | 3  | 6  | -3   |
| 4    | Maccabi Holon FC      | 0   | 3 | 0 | 0 | 3 | 2  | 13 | -11  |

| Résultats (▼dom., ►ext.) |  |     |     |     |
| FC Legenda Tchernihiv    |  | 4-0 | 0-3 | 2-0 |
| Maccabi Holon FC         |  |     | 1-6 | 1-3 |
| Malmö FF                 |  |     |     | 3-0 |
| FC United                |  |     |     |     |

### Groupe F
Les matchs se déroulent à Oslo en Norvège.
| Rang | Équipe          | Pts | J | G | N | P | Bp | Bc | Diff |
| ---- | --------------- | --- | - | - | - | - | -- | -- | ---- |
| 1    | Kolbotn Fotball | 9   | 3 | 3 | 0 | 0 | 25 | 3  | +22  |
| 2    | FCF Juvisy      | 6   | 3 | 2 | 0 | 1 | 10 | 3  | +7   |
| 3    | AZS Wrocław     | 3   | 3 | 1 | 0 | 2 | 5  | 18 | -13  |
| 4    | UC Dublin AFC   | 0   | 3 | 0 | 0 | 3 | 1  | 17 | -16  |

| Résultats (▼dom., ►ext.) |  |     |     |      |
| UC Dublin AFC            |  | 1-6 | 0-8 | 0-3  |
| FCF Juvisy               |  |     | 1-2 | 3-0  |
| Kolbotn Fotball          |  |     |     | 15-2 |
| AZS Wrocław              |  |     |     |      |

### Groupe G
Les matchs se déroulent à Bilbao en Espagne.
| Rang | Équipe          | Pts | J | G | N | P | Bp | Bc | Diff |
| ---- | --------------- | --- | - | - | - | - | -- | -- | ---- |
| 1    | FFC Francfort   | 9   | 3 | 3 | 0 | 0 | 19 | 2  | +17  |
| 2    | Athletic Club   | 6   | 3 | 2 | 0 | 1 | 8  | 10 | -2   |
| 3    | SV Neulengbach  | 3   | 3 | 1 | 0 | 2 | 2  | 9  | -7   |
| 4    | SU 1er Décembre | 0   | 3 | 0 | 0 | 3 | 2  | 10 | -8   |

| Résultats (▼dom., ►ext.) |  |     |     |     |
| Athletic Club            |  | 5-2 | 1-8 | 2-0 |
| SU 1er Décembre          |  |     | 0-4 | 0-1 |
| FFC Francfort            |  |     |     | 7-1 |
| SV Neulengbach           |  |     |     |     |

### Groupe H
Les matchs se déroulent à Sassenheim aux Pays-Bas.
| Rang | Équipe         | Pts | J | G | N | P | Bp | Bc | Diff |
| ---- | -------------- | --- | - | - | - | - | -- | -- | ---- |
| 1    | Fulham WFC     | 9   | 3 | 3 | 0 | 0 | 20 | 2  | +18  |
| 2    | Ter Leede      | 6   | 3 | 2 | 0 | 1 | 14 | 3  | +11  |
| 3    | Codru Chişinău | 3   | 3 | 1 | 0 | 2 | 6  | 20 | -14  |
| 4    | KÍ Klaksvík    | 0   | 3 | 0 | 0 | 3 | 3  | 18 | -15  |

| Résultats (▼dom., ►ext.) |  |     |     |     |
| Codru Chişinău           |  | 1-9 | 5-3 | 0-8 |
| Fulham WFC               |  |     | 8-0 | 3-1 |
| KÍ Klaksvík              |  |     |     | 0-5 |
| Ter Leede                |  |     |     |     |

## Phase finale
La phase finale oppose les premiers de chaque groupe lors de matchs aller-retour selon un tirage au sort intégral, sans têtes de séries.

### Tableau
|  | Quarts de finale               | Quarts de finale               | Quarts de finale               | Quarts de finale               |            |            | Demi-finales            | Demi-finales            | Demi-finales            | Demi-finales            |  |  | Finale               | Finale               | Finale               | Finale               |
|  |                                |                                |                                |                                |            |            |                         |                         |                         |                         |  |  |                      |                      |                      |                      |
|  | 30 octobre et 29 novembre 2003 | 30 octobre et 29 novembre 2003 | 30 octobre et 29 novembre 2003 | 30 octobre et 29 novembre 2003 |            |            | 27 mars et 4 avril 2005 | 27 mars et 4 avril 2005 | 27 mars et 4 avril 2005 | 27 mars et 4 avril 2005 |  |  | 8 mai et 5 juin 2005 | 8 mai et 5 juin 2005 | 8 mai et 5 juin 2005 | 8 mai et 5 juin 2005 |
|  | 30 octobre et 29 novembre 2003 | 30 octobre et 29 novembre 2003 | 30 octobre et 29 novembre 2003 | 30 octobre et 29 novembre 2003 |            |            | 27 mars et 4 avril 2005 | 27 mars et 4 avril 2005 | 27 mars et 4 avril 2005 | 27 mars et 4 avril 2005 |  |  | 8 mai et 5 juin 2005 | 8 mai et 5 juin 2005 | 8 mai et 5 juin 2005 | 8 mai et 5 juin 2005 |
|  | Gr. A                          | Brøndby IF                     | 9                              | 3                              |            |            | 27 mars et 4 avril 2005 | 27 mars et 4 avril 2005 | 27 mars et 4 avril 2005 | 27 mars et 4 avril 2005 |  |  | 8 mai et 5 juin 2005 | 8 mai et 5 juin 2005 | 8 mai et 5 juin 2005 | 8 mai et 5 juin 2005 |
|  | Gr. A                          | Brøndby IF                     | 9                              | 3                              |            |            | 27 mars et 4 avril 2005 | 27 mars et 4 avril 2005 | 27 mars et 4 avril 2005 | 27 mars et 4 avril 2005 |  |  | 8 mai et 5 juin 2005 | 8 mai et 5 juin 2005 | 8 mai et 5 juin 2005 | 8 mai et 5 juin 2005 |
|  | Gr. B                          | Gömrükçü Bakou                 | 0                              | 0                              |            |            | 27 mars et 4 avril 2005 | 27 mars et 4 avril 2005 | 27 mars et 4 avril 2005 | 27 mars et 4 avril 2005 |  |  | 8 mai et 5 juin 2005 | 8 mai et 5 juin 2005 | 8 mai et 5 juin 2005 | 8 mai et 5 juin 2005 |
|  | Gr. B                          | Gömrükçü Bakou                 | 0                              | 0                              | Brøndby IF | Brøndby IF | 2                       | 0                       |                         |                         |  |  | 8 mai et 5 juin 2005 | 8 mai et 5 juin 2005 | 8 mai et 5 juin 2005 | 8 mai et 5 juin 2005 |
|  | 7 et 23 novembre 2003          |                                |                                |                                | Brøndby IF | Brøndby IF | 2                       | 0                       |                         |                         |  |  | 8 mai et 5 juin 2005 | 8 mai et 5 juin 2005 | 8 mai et 5 juin 2005 | 8 mai et 5 juin 2005 |
|  |                                |                                | Umeå IK                        | Umeå IK                        | 3          | 1          |                         |                         |                         |                         |  |  | 8 mai et 5 juin 2005 | 8 mai et 5 juin 2005 | 8 mai et 5 juin 2005 | 8 mai et 5 juin 2005 |
|  | Gr. D                          | FC Energiya Voronej            | Umeå IK                        | Umeå IK                        | 3          | 1          | 1                       | 1                       |                         |                         |  |  | 8 mai et 5 juin 2005 | 8 mai et 5 juin 2005 | 8 mai et 5 juin 2005 | 8 mai et 5 juin 2005 |
|  | Gr. D                          | FC Energiya Voronej            | 28 mars et 11 avril 2005       |                                |            |            | 1                       | 1                       |                         |                         |  |  | 8 mai et 5 juin 2005 | 8 mai et 5 juin 2005 | 8 mai et 5 juin 2005 | 8 mai et 5 juin 2005 |
|  | Gr. C                          | Umeå IK                        | 2                              | 2                              |            |            |                         |                         |                         |                         |  |  | 8 mai et 5 juin 2005 | 8 mai et 5 juin 2005 | 8 mai et 5 juin 2005 | 8 mai et 5 juin 2005 |
|  | Gr. C                          | Umeå IK                        | 2                              | 2                              | Umeå IK    | Umeå IK    | 3                       | 5                       |                         |                         |  |  |                      |                      |                      |                      |
|  | 22 et 30 novembre 2003         |                                |                                |                                | Umeå IK    | Umeå IK    | 3                       | 5                       |                         |                         |  |  |                      |                      |                      |                      |
|  |                                |                                | FFC Francfort                  | FFC Francfort                  | 0          | 0          |                         |                         |                         |                         |  |  |                      |                      |                      |                      |
|  | Gr. E                          | Malmö FF                       | FFC Francfort                  | FFC Francfort                  | 0          | 0          | 2                       | 0                       |                         |                         |  |  |                      |                      |                      |                      |
|  | Gr. E                          | Malmö FF                       |                                |                                |            |            |                         |                         |                         |                         |  |  |                      |                      |                      |                      |
|  | Gr. F                          | Kolbotn Fotball                | 0                              | 1                              |            |            |                         |                         |                         |                         |  |  |                      |                      |                      |                      |
|  | Gr. F                          | Kolbotn Fotball                | 0                              | 1                              | Malmö FF   | Malmö FF   | 0                       | 1                       |                         |                         |  |  |                      |                      |                      |                      |
|  | 7 et 30 novembre 2003          |                                |                                |                                | Malmö FF   | Malmö FF   | 0                       | 1                       |                         |                         |  |  |                      |                      |                      |                      |
|  |                                |                                | FFC Francfort                  | FFC Francfort                  | 0          | 4          |                         |                         |                         |                         |  |  |                      |                      |                      |                      |
|  | Gr. G                          | FFC Francfort                  | FFC Francfort                  | FFC Francfort                  | 0          | 4          | 3                       | 4                       |                         |                         |  |  |                      |                      |                      |                      |
|  | Gr. G                          | FFC Francfort                  |                                |                                |            |            |                         | 4                       |                         |                         |  |  |                      |                      |                      |                      |
|  | Gr. H                          | Fulham WFC                     | 1                              | 1                              |            |            |                         |                         |                         |                         |  |  |                      |                      |                      |                      |
|  | Gr. H                          | Fulham WFC                     | 1                              | 1                              |            |            |                         |                         |                         |                         |  |  |                      |                      |                      |                      |
|  |                                |                                |                                |                                |            |            |                         |                         |                         |                         |  |  |                      |                      |                      |                      |

### Quarts de finale
| Pays | Club                | Aller | Retour | Club            | Pays |
| ---- | ------------------- | ----- | ------ | --------------- | ---- |
|      | Brøndby IF          | 9-0   | 3-0    | Gömrükçü Bakou  |      |
|      | FC Energiya Voronej | 1-2   | 1-2    | Umeå IK         |      |
|      | Malmö FF            | 2-0   | 0-1    | Kolbotn Fotball |      |
|      | FFC Francfort       | 3-1   | 4-1    | Fulham WFC      |      |

### Demi-finales
| Pays | Club       | Aller | Retour | Club          | Pays |
| ---- | ---------- | ----- | ------ | ------------- | ---- |
|      | Brøndby IF | 2-3   | 0-1    | Umeå IK       |      |
|      | Malmö FF   | 0-0   | 1-4    | FFC Francfort |      |

### Finale
| Match aller              | Umeå IK                           | 3 - 0 | FFC Francfort | Gammliavallen, Umeå                                    |                                                        |
| 8 mai 2004 15 h 00 (CET) | Marta 16e 58e · Frida Östberg 49e |       |               | Spectateurs : 5 409 Arbitrage : Floarea Cristina Iones | Spectateurs : 5 409 Arbitrage : Floarea Cristina Iones |
| 8 mai 2004 15 h 00 (CET) | Rapport                           |       |               | Spectateurs : 5 409 Arbitrage : Floarea Cristina Iones | Spectateurs : 5 409 Arbitrage : Floarea Cristina Iones |

| G               | 1  | Sofia Lundgren    |   |     |
| D               | 2  | Anna Paulson      |   |     |
| D               | 4  | Hanna Marklund    |   |     |
| D               | 5  | Maria Bergqvist   |   |     |
| D               | 15 | Sanna Valkonen    |   |     |
| M               | 6  | Malin Moström     |   |     |
| M               | 9  | Anna Sjöström     |   | 73e |
| M               | 86 | Frida Östberg     |   |     |
| A               | 10 | Marie Hammarström |   | 65e |
| A               | 21 | Laura Kalmari     |   | 86e |
| A               | 60 | Marta             |   |     |
| Remplaçantes :  |    |                   |   |     |
| M               | 3  | Jessica Julin     |   | 65e |
| A               | 16 | Emma Lindqvist    |   | 73e |
| A               | 7  | Maria Nordbrandt  | 0 | 86e |
| Entraîneur :    |    |                   |   |     |
| Andrée Jeglertz |    |                   |   |     |

| G              | 1  | Marleen Wissink    |   |     |
| D              | 2  | Sandra Minnert     |   |     |
| D              | 3  | Louise Hansen      |   |     |
| D              | 12 | Bianca Rech        |   | 15e |
| D              | 14 | Christina Zerbe    |   |     |
| D              | 22 | Steffi Jones       |   | 66e |
| M              | 9  | Birgit Prinz       |   |     |
| M              | 11 | Katrin Kliehm      |   |     |
| M              | 17 | Judith Affeld      |   |     |
| A              | 7  | Pia Wunderlich     |   |     |
| A              | 8  | Tina Wunderlich    |   |     |
| Remplaçantes : |    |                    |   |     |
| A              | 10 | Stefanie Weichelt  | 0 | 15e |
| M              | 24 | Silvana Arcangioli |   | 66e |
| Entraîneur :   |    |                    |   |     |
| Monika Staab   |    |                    |   |     |

| Match retour              | FFC Francfort | 0 – 5 | Umeå IK                                                                                   | Stadion am Brentanobad, Francfort-sur-le-Main   |                                                 |
| 5 juin 2004 14 h 30 (CET) |               |       | Marta 27e · Frida Östberg 45e · Anna Sjöström 49e · Malin Moström 68e · Anna Sjöström 70e | Spectateurs : 9 500 Arbitrage : Claudine Brohet | Spectateurs : 9 500 Arbitrage : Claudine Brohet |
| 5 juin 2004 14 h 30 (CET) | Rapport       |       |                                                                                           | Spectateurs : 9 500 Arbitrage : Claudine Brohet | Spectateurs : 9 500 Arbitrage : Claudine Brohet |

| G              | 1  | Marleen Wissink   |   |     |
| D              | 2  | Sandra Minnert    |   |     |
| D              | 3  | Louise Hansen     |   |     |
| D              | 14 | Christina Zerbe   |   |     |
| D              | 22 | Steffi Jones      |   | 78e |
| M              | 9  | Birgit Prinz      |   |     |
| M              | 11 | Katrin Kliehm     |   |     |
| A              | 10 | Renate Lingor     |   | 59e |
| A              | 7  | Pia Wunderlich    |   |     |
| A              | 8  | Tina Wunderlich   |   | 70e |
| A              | 19 | Stefanie Weichelt |   |     |
| Remplaçantes : |    |                   |   |     |
| M              | 17 | Judith Affeld     | 0 | 59e |
| D              | 13 | Mira Krummenauer  |   | 70e |
| A              | 21 | Sandra Albertz    |   | 78e |
| Entraîneur :   |    |                   |   |     |
| Monika Staab   |    |                   |   |     |

| G               | 1  | Sofia Lundgren   |   |     |
| D               | 2  | Anna Paulson     |   | 76e |
| D               | 4  | Hanna Marklund   |   |     |
| D               | 5  | Maria Bergqvist  |   | 36e |
| D               | 15 | Sanna Valkonen   |   |     |
| A               | 3  | Jessica Julin    |   |     |
| M               | 6  | Malin Moström    |   |     |
| M               | 9  | Anna Sjöström    |   |     |
| M               | 86 | Frida Östberg    |   |     |
| A               | 21 | Laura Kalmari    | 0 | 66e |
| A               | 60 | Marta            |   | 77e |
| Remplaçantes :  |    |                  |   |     |
| D               | 13 | Sofia Eriksson   |   | 77e |
| A               | 16 | Emma Lindqvist   |   | 66e |
| A               | 7  | Maria Nordbrandt |   | 76e |
| Entraîneur :    |    |                  |   |     |
| Andrée Jeglertz |    |                  |   |     |

| Champion d'Europe 2004 |
| ---------------------- |
| Drapeau de la Suède    |
| Umeå IK Deuxième Titre |

## Statistiques
| Rang | Joueuse             | Équipe               | Buts |
| ---- | ------------------- | -------------------- | ---- |
| 1    | Maria Gstöttner     | SV Neulengbach       | 11   |
| 2    | Chiara Gazzoli      | Foroni Verona FC     | 10   |
| 3    | Heidi Kackur        | Malmö FF             | 9    |
| 4    | Natalia Zinchenko   | FC Energiya Voronej  | 8    |
| 4    | Marcela Lukácsová   | ZsNP Žiar nad Hronom | 8    |
| 6    | Renate Lingor       | FFC Francfort        | 7    |
| 6    | Katarína Dugovicová | ZsNP Žiar nad Hronom | 7    |
| 8    | 3 joueuses          | 3 joueuses           | 6    |